# لی پیجینگ
لی پیجینگ (انگلیسی: Li Peijing؛ زادهٔ ۲۲ مهٔ ۱۹۸۹) تیرانداز زن اهل چین است. وی در بازی‌های المپیک تابستانی ۲۰۱۲ حضور داشته‌است.